# Horehronie
L'Horehronie (in ceco: Horní Pohronie; in ungherese: Felső-Garammente), detta anche regione dell'Alto Hron (in slovacco: Horehronský región), è una regione geografica della Slovacchia.
Delimitata a nord dai Bassi Tatra e a sud dalla Muránska planina, è interamente compresa nella regione di Banská Bystrica.
Le città principali comprese nella regione sono Brezno, Banská Bystrica, Heľpa, Hronsek, Osrblie e Čierny Balog.

## Turismo
Le principali attrattive naturali della regione sono il parco nazionale Muránska planina e il parco nazionale dei Bassi Tatra.
Nella regione si praticano con regolarità lo sci alpino e di fondo dai monti Chopok e Čertovica.
Altre attrazioni sono il villaggio di Špania Dolina, la chiesa lignea di Hronsek e la ferrovia del Čierny Hron.